# Sigfried Haenicke
Siegfried Haenicke, född 8 september 1878 i Konstanz, död 19 februari 1946 i ett fångläger i Mühlberg/Elbe, var en tysk militär. Haenicke befordrades till generalmajor i april 1932 och till general i infanteriet i april 1942. Han erhöll Riddarkorset av Järnkorset i september 1943. Han hade under första världskriget tilldelats Pour le Mérite i juni 1918. Haenicke var i sovjetisk krigsfångenskap från juni 1945 till februari 1946.

## Befäl
- 61. infanteridivisionen: augusti 1938 – mars 1942
- XXXVIII. armékåren (tillförordnad): april – juni 1942
- Militärområdesbefälhavare i Generalguvernementet: oktober 1942 – juni 1944
- Arméområdet Generalguvernementet: juli 1944 – januari 1945
- Till överbefälhavarens förfogande januari – maj 1943